# 바다 (소설)
《바다》(영어: The Sea)는 존 밴빌의 2005년 장편 SF소설이다. 아내를 사별하고 바닷가 마을로 와 생애를 회고하는 한 미술사학자를 주인공으로 한다. 대한민국에는 2007년 랜덤하우스코리아에서 정영목의 번역으로 '신들은 바다로 떠났다'로 출판되었다가, 같은 역본을 2016년 문학동네로 출판사를 바꾸어 원제에 가까운 '바다'라는 제목으로 복간되었다. 2005년 맨부커상을 수상했다.
2013년 같은 제목으로 영화화되었으며, 스티븐 브라운이 연출했고 원작가 존 밴빌이 직접 각본을 썼다.